# Williams FW17
O FW17/FW17B é o modelo da Williams da temporada de 1995 da Fórmula 1. O FW17 teve como condutores: Damon Hill e David Coulthard até o GP da Itália. O FW17B também teve como condutores: Hill e Coulthard a partir de Portugal e as últimas quatro provas restante do campeonato.  

## Resultados[1][2]
(legenda) (em negrito indica pole position e itálico volta mais rápida)
| Ano  | Chassi | Motor           | Pneus | N° | Pilotos         | 1   | 2   | 3   | 4   | 5   | 6   | 7   | 8   | 9   | 10  | 11  | 12  | 13  | 14  | 15  | 16  | 17  | Pontos | Posição |  |
| ---- | ------ | --------------- | ----- | -- | --------------- | --- | --- | --- | --- | --- | --- | --- | --- | --- | --- | --- | --- | --- | --- | --- | --- | --- | ------ | ------- |  |
|      |        |                 |       |    |                 |     |     |     |     |     |     |     |     |     |     |     |     |     |     |     |     |     |        |         |  |
|      |        |                 |       |    |                 | BRA | ARG | SMR | ESP | MON | CAN | FRA | GBR | GER | HUN | BEL | ITA | POR | EUR | PAC | JAP | AUS |        |         |  |
| 1995 | FW17   | Renault RS7 V10 | G     | 5  | Damon Hill      | Ret | 1   | 1   | 4   | 2   | Ret | 2   | Ret | Ret | 1   | 2   | Ret |     |     |     |     |     | 112    | 2º      |  |
| 1995 | FW17B  | Renault RS7 V10 | G     | 5  | Damon Hill      |     |     |     |     |     |     |     |     |     |     |     |     | 3   | Ret | 3   | Ret | 1   | 112    | 2º      |  |
| 1995 | FW17   | Renault RS7 V10 | G     | 6  | David Coulthard | 2   | Ret | 4   | Ret | Ret | Ret | 3   | 3   | 2   | 2   | Ret | Ret |     |     |     |     |     | 112    | 2º      |  |
| 1995 | FW17B  | Renault RS7 V10 | G     | 6  | David Coulthard |     |     |     |     |     |     |     |     |     |     |     |     | 1   | 3   | 2   | Ret | Ret | 112    | 2º      |  |